# シムルトゥ・ノールの戦い
シムルトゥ・ノールの戦い（シムルトゥ・ノールのたたかい）は、モンゴル帝国帝位継承戦争の中で1261年クビライ軍とアリクブケ軍との間で行われた戦闘。戦場は漢文史料では昔木土脳児（xīmùtŭnǎoér）あるいは石木温都（shímùwēndōu）、ペルシア語史料ではشيمولتای（shīmūltāī）と記される。

## 経緯
中統元年（1260年）に始まった帝位継承戦争は正当性はアリクブケ側にあったものの戦意の乏しいアリクブケ軍はクビライ軍に一方的に押され、首都のカラコルムをも失った。
しかしアリクブケは降伏すると偽ってこれを回復し、中統2年（1261年）11月に全軍をかき集めクビライ軍の本営を奇襲した。オイラト部族を中核とするアリクブケ軍に対し東方三王家を味方につけたクビライ軍は十分な兵力がありアリクブケ軍を迎え撃った。奇襲を狙ってろくに兵站の準備もせずクビライ軍と戦ったアリクブケ軍は早々に退却せざるをえず、ゴビ砂漠以北に撤退した。
補給力に大きな差のある両者の関係は以後逆転することなく、この後アリクブケ軍は衰退していくばかりとなる。